# Encalypta leiocarpa
Encalypta leiocarpa är en bladmossart som beskrevs av Kindberg 1890. Encalypta leiocarpa ingår i släktet klockmossor, och familjen Encalyptaceae. Inga underarter finns listade i Catalogue of Life.